# Логавина
Logavina je mjesna zajednica i jedno od sarajevskih naselja u sastavu opštne Stari Grad.

## Polozaj i geografija
Naselje se nalazi na istoku opštine, na brdovitom području sa privatnim stambenim objektima. Na sjeveru izlazi na ulicu Budakovići i Sedrenik, na zapadu na ulice Vrbanjuša i Sagrdžije i Medrese, na jugu na ulicu Mule Mustafe Busakdžije i Ferhadiju, te na istoku na ulicu Čadordžina i Muse Ćazima Ćatića i općinu Centar. Udaljenost od Međunarodnog aerodroma Sarajevo iznosi oko 11 kilometara.

## Ulice
Logavina se sastoji od 21 ulice :
- Adžemovića
- Alije Džerzeleza
- Braće Eskenazi
- Budakovići čikma
- Čadordžina
- Ćemerlina
- Glodžina
- Golobrdica
- Halim hodžina
- Hrgića
- Josipa Štadlera
- Karpuzova
- Kečina
- Logavina
- Muse Ćazima Ćatića
- Potoklinica
- Sagardžije čikma
- Sagardžije
- Sunulah efendije
- Tomoranova
- Vrbanjuša.